# Bách Tế
Bách Tế (tiếng Hàn: 백제 hay Baekje; Hanja: 百濟, (18 TCN – 660 CN) là một vương quốc nằm tại tây nam bán đảo Triều Tiên. Đây là một trong Tam Quốc Triều Tiên, cùng với Cao Câu Ly (Goguryeo) và Tân La (Silla).
Bách Tế do Ôn Tộ (Onjo) thành lập, ông là người con trai thứ ba của người sáng lập Cao Câu Ly là Chu Mông (Jumong) và Triệu Tây Nô (So Seo-no), tại thành Úy Lễ (Wiryeseong, nay ở phía nam Seoul) (thực ra là con riêng của So Seo-no. Bách Tế, cũng giống như Cao Cấu Ly, tự tuyên bố mình là quốc gia kế thừa của triều tiên cổ, ông được vợ thứ hai của jumong đưa xuống phía nam lập nước cùng với anh trai, một vương quốc được lập nên trên phần lãnh thổ Mãn Châu ngày nay sau khi Cổ Triều Tiên sụp đổ.
Bách Tế cùng với Cao Câu Ly và Tân La, có lúc chiến tranh và cũng có lúc liên minh với nhau. Vào thời kỳ đỉnh cao của mình, khoảng thế kỷ 4, Bách Tế kiểm soát hầu hết miền tây bán đảo Triều Tiên, phía bắc lên đến Bình Nhưỡng, và thậm chí có thể đã từng kiểm soát một số lãnh thổ tại Trung Quốc ngày nay, chẳng hạn như Liêu Tây, song điều này vẫn còn nhiều mâu thuẫn. Bách Tế cũng trở thành một thế lực hàng hải đáng kể trong khu vực, cùng các quan hệ chính trị và thương mại với Trung Hoa và Nhật Bản.
Năm 660, Bách Tế bị đánh bại bởi một liên minh giữa nhà Đường và Tân La.

## Lịch sử

### Hình thành
Theo Tam quốc sử ký (Samguk Sagi), Bách Tế được Ôn Tộ Vương (Onjo) sáng lập vào năm 18 TCN, ông là người dẫn đầu một nhóm người Cao Câu Ly tiến về phía nam đến bồn địa sông Hán. Còn theo Tam quốc chí của Trung Quốc, vào thời kỳ Tam Hàn, một trong các bộ lạc của Mã Hàn được gọi là Bách Tế.
Tam quốc sử ký mô tả chi tiết về sự thành lập của Bách Tế. Cao Chu Mông (Jumong) đã để lại người con trai Lưu Ly (Yuri) lại Phù Dư (Buyeo) khi ông rời vương quốc này để thành lập vương quốc Cao Câu Ly mới. Chu Mông trở thành Đông Minh Vương và có hai người con trai nữa với So Seo-no (Triệu Tây Nô) là Ôn Tộ (Onjo) và Phất Lưu (Biryu). Lưu Ly sau đó đến Cao Câu Ly, Chu Mông nhanh chóng phong cho ông làm thái tử. Nhận thức rõ về việc Lưu Ly sẽ là người kế vị ngai vàng, Triệu Tây Nô đã rời khỏi Cao Câu Ly, mang theo hai người con trai của mình là Phất Lưu và Ôn Tộ xuống phía nam để thành lập một vương quốc mới cùng những người dân đi theo và 10 chư hầu. Bà được lịch sử ghi nhớ do là một nhân vật chủ chốt trong việc hình thành cả hai vương quốc Cao Câu Ly và Bách Tế.
Ôn Tộ quyết định định cư tại Úy Lễ Thành (Wiryeseong) (nay là Hanam), và gọi quốc gia của mình là Sipje (십제, 十濟, "Thập Tế"), còn Phất Lưu định cư tại Di Châu Hốt (Michuhol) (nay là Incheon), bất chấp lời khuyên của các chư hầu. Di Châu Hốt là vùng đất nước mặn và đầm lầy, khiến các cư dân gặp phải khó khăn, trong khi những người ở Wiryeseong có cuộc sống thịnh vượng hơn.
Phất Lưu sau đó đã đến nơi em trai Ôn Tộ của mình và đòi ngai vàng Thập Tế. Khi Ôn Tộ từ chối, Phất Lưu đã tuyên chiến song thất bại. Trong sự hổ thẹn, Phất Lưu đã tự sát, người dân của ông sau đó chuyển đến Úy Lễ Thành, nơi họ được Ôn Tộ Vương chào đón. Sau đó, vương quốc được đổi tên thành Bách Tế.
Ôn Tộ Vương rời kinh đô của mình từ phía nam lên phía bắc sông Hán, rồi sau đó lại chuyển xuống phía nam, có lẽ tất cả đều nằm tại khu vực Seoul ngày nay và có nguyên nhân là sức ép từ các tiểu quốc Mã Hàn khác. Cái Lâu Vương được tin rằng đã rời đô lên phía bắc đến Bắc Hán Sơn Thành năm 132, có lẽ là Goyang ngày nay, ở tây bắc của Seoul.
Qua các thế kỷ đầu Công nguyên, đôi khi được gọi là Thời đại Tiền Tam Quốc, Bách Tế dần dần kiểm soát toàn bộ các bộ lạc Mã Hàn.

### Mở rộng
Trong giai đoạn trị vì của Cổ Nhĩ Vương (Goi, 234–286), Bách Tế đã chính thức trở thành một vương quốc theo đúng nghĩa, khi nó tiếp tục củng cố liên minh Mã Hàn. Năm 249, theo cổ sử Nhật Bản Nihonshoki (Nhật Bản thư kỷ), Bách Tế đã mở rộng đến liên minh Già Da (Gaya) ở phía đông, quanh thung lũng sông Nakdong. Bách Tế lần đầu tiên được sử sách Trung Quốc mô tả như một vương quốc năm 345. Phái đoàn ngoại giao Bách Tế đầu tiên đi tới Nhật Bản là khoảng năm 367 (Theo Nihon Shoki: 247).
Cận Tiếu Cổ Vương (Geunchogo, 346–375) đã mở rộng lãnh thổ Bách Tế lên phía bắc bằng một cuộc chiến với Cao Câu Ly, trong khi sáp nhập các bộ lạc Mã Hàn còn lại ở phía nam. Dưới thời trị vì của Cận Tiếu Cổ Vương, lãnh thổ của Bách Tế bao gồm phần lớn miền tây bán đảo Triều Tiên (ngoại trừ khu vực Pyongan), và vào năm 371, Bách Tế đã đánh bại Cao Câu Ly tại Bình Nhưỡng. Bách Tế và Cao Câu Ly tuy có xung đột song vẫn tiến hành giao thương, Bách Tế tích cực tiếp nhận văn hóa và công nghệ Trung Hoa. Phật giáo trở thành tôn giáo chính thức của đất nước vào năm 384.
Bách Tế cũng tiếp tục là một thế lực mạnh về hàng hải và tiếp tục mối quan hệ hữu hảo với Nhật Bản trong thời kỳ Kofun, truyền bá văn hóa từ lục địa châu Á sang Nhật Bản. Chữ Hán, Phật giáo, kỹ thuật sản xuất gốm tiên tiến, nghi thức tang lễ, và các khía cạnh khác của văn hóa đã được đưa đến bởi các quý tộc, nghệ nhân, học sĩ và nhà sư thông qua các mối quan hệ của họ.
Trong thời kỳ nay, bồn địa sông Hán vẫn duy trì vai trò là trung tâm của đất nước.

### Thời kỳ Ungjin (Hùng Tân)
Vào thế kỷ thứ 5, Bách Tế rút lui về phía nam trước mối đe dọa quân sự từ Cao Câu Ly, và đến năm 475, khu vực Seoul đã rơi vào tay quân Cao Câu Ly. Kinh đô Bách Tế nằm tại Hùng Tân (Ungjin, nay là Gongju) từ năm 475 đến 538.
Cô lập với địa hình miền núi, kinh đô mới an toàn để chống lại miền bắc song lại khó liên hệ với thế giới bên ngoài. Kinh đô mới nằm gần Tân La hơn là Wiryeseong tuy nhiên, một liên minh quân sự đã được lập nên giữa Tân La và Bách Tế để chống lại Cao Câu Ly. Hầu hết bản đồ thời Tam Quốc thể hiện Bách Tế cai quản vùng đất Chungcheong và Jeolla.

### Thời kỳ Sabi (Tứ Tỉ)
Năm 538, Bách Tế Thánh Vương rời đô đến Tứ Tỉ (Sabi, nay thuộc Buyeo), và xây dựng vương quốc của mình thành một đất nước lớn mạnh hơn. Từ thời điểm này, tên chính thức của đất nước là Nam Phù Dư, ám chỉ đến Phù Dư, tức nguồn gốc của Bách Tế. Thời kỳ Tứ Tỉ chứng kiến sự nở rộ của văn hóa Bách Tế, cùng với sự phát triển của Phật giáo.
Dưới sức ép từ Cao Câu Ly ở phía bắc và Tân La ở phía đông, Thánh Vương đã tìm cách tăng cường mối quan hệ của Bách Tế với Trung Quốc. Tứ Tỉ nằm ven dòng sông Geum (Cẩm Giang) và tàu bè có thể đi lại, và điều này khiến cho việc liên hệ với Trung Quốc trở nên dễ dàng hơn nhiều, và cả thương mại cùng ngoại giao đã phát triển mạnh trong thế kỷ 6 và 7.
Trong thế kỷ thứ 7, cùng với sự gia tăng ảnh hưởng của Tân La ở phía nam và trung tâm bán đảo, Bách Tế bắt đầu đi xuống.

### Sụp đổ và các phong trào phục quốc
Năm 660, đội quân liên minh giữa Tân La và nhà Đường tấn công Bách Tế. Đội quân đông đảo do tướng Giai Bách (Gyebaek) dẫn đầu đã bị đánh bại trong trận Hwangsanbeol gần Nonsan. Kinh đô Tứ Tỉ thất thủ gần như ngay sau đó, kết quả là Bách Tế bị sáp nhập vào Tân La. Nghĩa Từ Vương (Uija) cùng con trai là Phù Dư Long (Buyeo Yung) bị đày sang Trung Quốc trong khi một số người trong tầng lớp cầm quyền đã trốn sang Nhật Bản.
Các lực lượng Bách Tế đã lập nên phong trào phục quốc ngắn ngủi song đã phải đối mặt với lực lượng liên minh của Tân La và Đường. Một nhà sư tên là Dochim (도침, 道琛, Đạo Sâm) và vị tướng Bách Tế cũ là Phù Dư Phúc Tín (Buyeo Boksin) đã đứng lên nhằm phục hồi Bách Tế. Họ chào đón hoàng tử Phù Dư Phong (Buyeo Pung) trở về từ Nhật Bản và lên ngôi vua và Juryu (주류, 周留, Chu Lưu, này nằm tại Seocheon, Chungcheong Nam) là đại bản doanh của họ. Họ đưa tướng Đường là Lưu Nhân Nguyện (劉仁願) vào vòng vây ở Tứ Tỉ. Đường Cao Tông sau đó đã cử tướng Lưu Nhân Quỹ (劉仁軌), người trước đó từng bị hạ cấp thành thường dân vì đã mạo phạm Lỹ Nghĩa Phủ (李義府), với một đội quân cứu viện, và Lưu Nhân Quỹ cùng Lưu Nhân Nguyện đã có thể chống lại các cuộc tấn công của lực lượng kháng chiến Bách Tế, song bản thân họ là không đủ để dập tắt cuộc nổi dậy, và tình thế đôi khi trở nên bế tắc.
Quân kháng chiến Bách Tế yêu cầu tiếp việc của Nhật Bản, và Phong Chướng Vương đã trở về Bách Tế với 5.000 nghìn binh sĩ. Trước khi trở về từ Nhật Bản, lực lượng của ông đã có một trận chiến với quân Đường ở Ungjin.
Năm 663, lực lượng phục quốc Bách Tế và một hạm đội hải quân Nhật Bản đã tập hợp tại miền nam Bách Tế để đương đầu với lực lượng Tân La trong Trận Bạch Giang (Baekgang). Nhà Đường cử đến 7.000 binh lính và 170 tàu. Sau 5 trận hải chiến vào tháng 8 năm 663 tại Bạch Giang, được coi là khu vực hạ lưu của sông Geum hay sông Dongjin, lực lượng Tân La-Đường đã giành được chiến thắng, còn Phù Dư Phong trốn thoát đến Cao Câu Ly.

## Cấu trúc xã hội và chính trị
Việc thành lập một nhà nước tập trung tại Bách Tế thường được coi là bắt nguồn từ thời trị vì của Cỗ Nhĩ Vương. Giống như hầu hết chế độ quân chủ khác, rất nhiều quyền lực nằm trong tay tầng lớp quý tộc. Thánh Vương là một ví dụ, ông đã củng cố quyền lực hoàng gia, nhưng sau đó đã bị giết trong một chiến dịch chống Tân La, các quý tộc về sau đã lấy đi nhiều quyền lực từ người con của ông.
Gia tộc Hae và gia tộc Jin là tầng lớp hoàng tộc, họ đã có quyền lực lớn ngay từ thời kỳ đầu của Bách Tế, nhiều vị vương hậu cũng xuất thân từ hai dòng họ này. Gia tộc Hae có thể là hoàng tộc trước khi gia tộc Phù Dư (Buyeo) thay thế họ, và cả hai gia tộc đều là hậu duệ của dòng dõi Phù Dư và Cao Câu Ly. Tám gia tộc (Tát (Sa), Duyên (Yeon), Hyeop, Giải (Hae), Chân (Jin), Guk, Mok, và Bạch (Baek)) là các gia tộc quý tộc quyền lực trong thời kỳ Tứ Tỉ, được ghi trong sử sách Trung Quốc như Thông điển.

### Quan vị
Bách Tế có tổng cộng 16 cấp quan vị：
1. Tả bình（좌평, 佐平）：quan nhất phẩm, gồm 6 người.
  1. Nội thần tả bình （內臣佐平, 내신좌평）：quản lý tuyên nạp （tryền đạt vương mệnh）
  2. Nội đầu tả bình （內頭佐平, 내두좌평）：quản lý ngân khố
  3. Nội pháp tả bình （內法佐平, 내법좌평）：Quản lý lễ nghi
  4. Vệ sĩ tả bình （衛士佐平, 위사좌평）：Quản lý túc vệ binh (cận vệ, cấm quân của quốc vương)
  5. Triều đình tả bình （朝廷佐平, 조정좌평）：Quản lý hình ngục (tư pháp)
  6. Binh quan tả bình （兵官佐平, 병관좌평）：Quản lý quân sự, đối ngoại
2. Đạt suất （達率, 달솔）：quan nhị phẩm
3. Ân suất （恩率, 은솔）：quan tam phẩm
4. Đức suất （德率, 덕솔）：quan tứ phẩm
5. Hãn suất （扞率, 한솔）：quan ngũ phẩm
6. Nại suất （奈率, 나솔）：quan lục phẩm
7. Tương đức（將德, 장덕）：quan thất phẩm
8. Thi đức （施德, 시덕）：quan bát phẩm
9. Cố đức （固德, 고덕）：quan cửu phẩm
10. Quý đức （季德, 계덕）：quan thập phẩm
11. Đối đức （對德, 대덕）：quan thập nhất phẩm
12. Văn đốc （文督, 문독）：quan thập nhị phẩm
13. Võ đốc （武督, 무독）：quan thập tam phẩm
14. Tả quân （佐軍, 좌군）：quan thập tứ phẩm
15. Chấn vũ （振武, 진무）：quan thập ngũ phẩm
16. Khắc ngu （克虞, 극우）：quan thập lục phẩm

### Quan thự
Bách Tế có tổng cộng 21 quan thự (sở quan): 12 nội quan và 9 ngoại quan.
1. Nội quan（內官, 내관）：
  1. Tiền nội bộ （前内部, 전내부）
  2. Cốc bộ （穀部, 곡부）
  3. Nhục bộ （肉部, 육부）
  4. Nội lương bộ （内椋部, 내경부）
  5. Ngoại lương bộ （外椋部, 외경부）
  6. Mã bộ （馬部, 마부）
  7. Đao bộ （刀部, 도부）
  8. Công Đức bộ （功德部, 공덕부）
  9. Dược bộ （藥部, 약부）
  10. Mộc bộ （木部, 목부）
  11. Pháp bộ （法部, 법부）
  12. Hậu cung bộ （後宮部, 후궁부）
2. Ngoại quan （外官, 외관）
  1. Tư quân bộ （司軍部, 사군부）
  2. Tư đồ bộ （司徒部, 사도부）
  3. Tư không bộ （司空部, 사공부）
  4. Tư quan bộ （司冠部, 사관부）
  5. Điểm khẩu bộ （點口部, 점구부）
  6. Ngoại xá bộ （外舍部, 외사부）
  7. Trù bộ （綢部, 조부）
  8. Nhật quan bộ （日官部, 일관부）
  9. Thị bộ （市部, 시부）

## Ngôn ngữ và văn hóa
Bách Tế được những người Cao Câu Ly nhập cư lập nên và họ có thể đã nói một ngôn ngữ Phù Dư, một nhóm giả thuyết liên kết các ngôn ngữ của Cổ Triều Tiên, Phù Dư, Cao Câu Ly và Bách Tế. Người Tam Hàn bản địa đã di cư đến sớm hơn trong cùng một khu vực và có thể đã nói một biến thể hay một phương ngữ của cùng một ngôn ngữ.
Các nghệ sĩ Bách Tế đã tiếp nhận nhiều ảnh hưởng của Trung Quốc và tổng hợp chúng thành một truyền thống nghệ thuật độc đáo. Các chủ đề về Phật giáo có ảnh hưởng cực kỳ mạnh mẽ trong nghệ thuật Bách Tế. Tượng "Bách Tế cười" hạnh phúc được tìm thấy được tìm thấy trên nhiều tác phẩm điêu khắc Phật giáo đã thể hiện sự nhiệt tình đặc trưng của văn hóa Bách Tế. Ảnh hưởng của ậo giáo cũng phát triển rộng khắp. Các thợ thủ công Trung Hoa được nhà Lương cử đến vương quốc vào năm 541, và điều này có thể đã làm gia tăng ảnh hưởng của Trung Quốc trong giai đoạn Sabi.
Lăng Vũ Ninh Vương (501–523), mặc dù có kiểu mộ gạch Trung Hoa, cũng có nhiều đồ tang lễ của văn hóa Bách Tế, như vương miện bằng vàng, thắt lưng bằng vàng hay hoa tai vàng. Lễ tang cũng theo phong tục truyền thông của Bách Tế. Lăng mộ này được xem như là lăng mộ đại diện cho giai đoạn Ungjin.
Các đường tinh tế hình bông sen của các mái ngói, các mẫu gạch phức tạp, các đường cong của đồ gốm, cùng các văn bia được viết theo lối lưu loát và tạo nhã là những đặc trưng của văn hóa Bách Tế. Các tác phẩm điêu khắc Phật giáo cùng các ngôi chùa có kiến trúc tinh tế cho thấy óc sáng tạo về mặt tôn giáo. Một Lư hương dát đồng Bách Tế (백제금동대향로 Baekjegeumdongdaehyeongno, Bách Tế kim đồng đại hương lô) được khai quật từ một di chỉ chùa cổ tại Neungsan-ri, huyện Buyeo, là một minh họa cho nghệ thuật Bách Tế.
Âm nhạc Bách Tế ít được biết tới, song các nhạc sĩ địa phương đã từng được phái theo đoàn triều cống đi Trung Quốc vào thế kỷ 7, cho thấy rằng một truyền thống âm nhạc đặc trưng đã phát triển trong thời gian này.

## Quan hệ đối ngoại

### Quan hệ với Trung Quốc
Năm 372, Cận Tiếu Cổ Vương (Geunchogo) đã nạp cống phẩm cho nhà Tấn, nằm ở đồng bằng Trường Giang. Sau khi nhà Tấn sụp đổ và Lưu Tống được thành lập vào năm 420, Bách Tế đã cử sứ thần sang tìm kiếm các mặt hàng văn hóa và công nghệ.
Bách Tế cũng đã cử sứ thần sang Bắc Ngụy lần đầu tiên vào năm 472, và Cái Lỗ Vương (Gaero) đã xin hỗ trợ quân sự để tấn công Cao Câu Ly. Bách Tế Vũ Ninh Vương|Vũ Ninh Vương]] (Muryeong) và Thánh Vương đã cử sử thần đến nhà Lương vài lần và nhận được tước hiệu quý tộc.
Lăn mộ của Vũ Ninh Vương được xây bằng gạch theo lối kiến trúc lăng mộ của nhà Lương.

#### Sự hiện diện của Bách Tế trên lục địa
Theo Tống thư, "Cao Câu Ly đã xâm chiếm và kiểm soát Liêu Đông (遼東), và Bách Tế kiểm soát Liêu Tây (遼西) (tại Đường Sơn, Hà Bắc hiện nay); vùng đất nằm dưới quyền quản lý của Bách Tế gọi là Jinpyeong (Jinping, Tấn Bình) quận, Jinpyeong (Jinping, Tấn Bình) huyện." Tấn thư trong Mộ Dung Hoàng ghi rằng liên minh của Cao Câu Ly, Bách Tế và một bộ lạc Tiên Ti đã tiến hành hoạt động quân sự. Tam quốc sử ký ghi rằng các trận đánh diễn ra trong thời trị vì của Mĩ Xuyên Vương (Micheon, 309-331) của Cao Câu Ly.
Theo Lương thư, vào thời nhà Tấn, Cao Câu Ly chinh phục Liêu Đông, và Bách Tế cũng chiếm đóng Liêu Tây và Tấn Bình, và lập nên quận của mình.
Tư trị thông giám, do Tư Mã Quang (1019–1086) thời nhà Tống biên soạn chủ yếu, ghi rằng vào năm 346, Bách Tế xâm lược Phù Dư Quốc, nằm tại Lộc Sơn, và kết quả là người dân của đất nước chạy loạn về phía tây để đến Yên. Đó là năm trị vì đầu tiên của Cận Tiếu Cổ Vương ở Bách Tế.
Tư liệu gần với ngày nay nhất là Nam Tề thư, cũng như Tư trị thông giám, ghi rằng một đội quân Bắc Ngụy (386-534) gồm 100.000 kị binh, đã tấn công Bách Tế song thất bại vào năm 488. Điều này được Tam quốc sử ký xác nhận là diễn ra trong 10 năm trị vì của Đông Thành Vương của Bách Tế (488). Dường như đội quân khi hành quân từ miền bắc Trung Quốc xuống góc đông nam của bán đảo Triều Tiên sẽ phải đi qua lãnh thổ của Cao Câu Ly, vốn cũng là một tình định và có thế lực lớn (dưới thời trị vị của Trường Thọ Vương của Cao Câu Ly (413-491)), tuy nhiên các cổ sử lại không đề cập đến điều này, do vậy, "Bách Tế" trong các biên niên sử này có thể đề cập đến sự hiện diện của Bách Tế ở phía bên kia của Cao Câu Ly, tức Liêu Tây.
Nam Tề thư cũng ghi rằng vào năm 495, Đông Thành Vương đã thỉnh cầu trao tước vị danh dự cho các vị tướng đã đẩy lui được cuộc tấn công của Bắc Ngụy. Tước vị này được triều đình Nam Tề phong theo tên các lãnh địa của họ và chúng có vẻ giống với tên một số khu vực ở Liêu Tây, như Quảng Lăng, Quảng Dương, Thanh Hà, Thành Dương.
Mục Cương vực trong Mãn Châu nguyên lưu khảo (满洲源流考) cũng tóm tắt về lãnh thổ Bách Tế, bao gồm một phần Liêu Tây:
Biên giới Bách Tế phía tây bắc bắt đầu từ Quảng Ninh và Cẩm Nghĩa ngày nay, và phía nam qua eo biển thẳng phía đông đến các vùng Hwanghae, Chungcheong, Jeolla.. của nhà Triều Tiên khi đó. Từ đông sang tây, lãnh thổ Bách Tế hẹp; chạy từ bắc xuống nam thì dài. Nếu nhìn lãnh thổ Bách Tế từ khu vực Liễu Thành và Bắc Bình, Tân La nằm tại đông nam Bách Tế, nhưng nếu nhìn từ khu vực Gyeongsang và Ungjin của Bách Tế, Tân La nằm ở đông bắc.

### Quan hệ với Nhật Bản

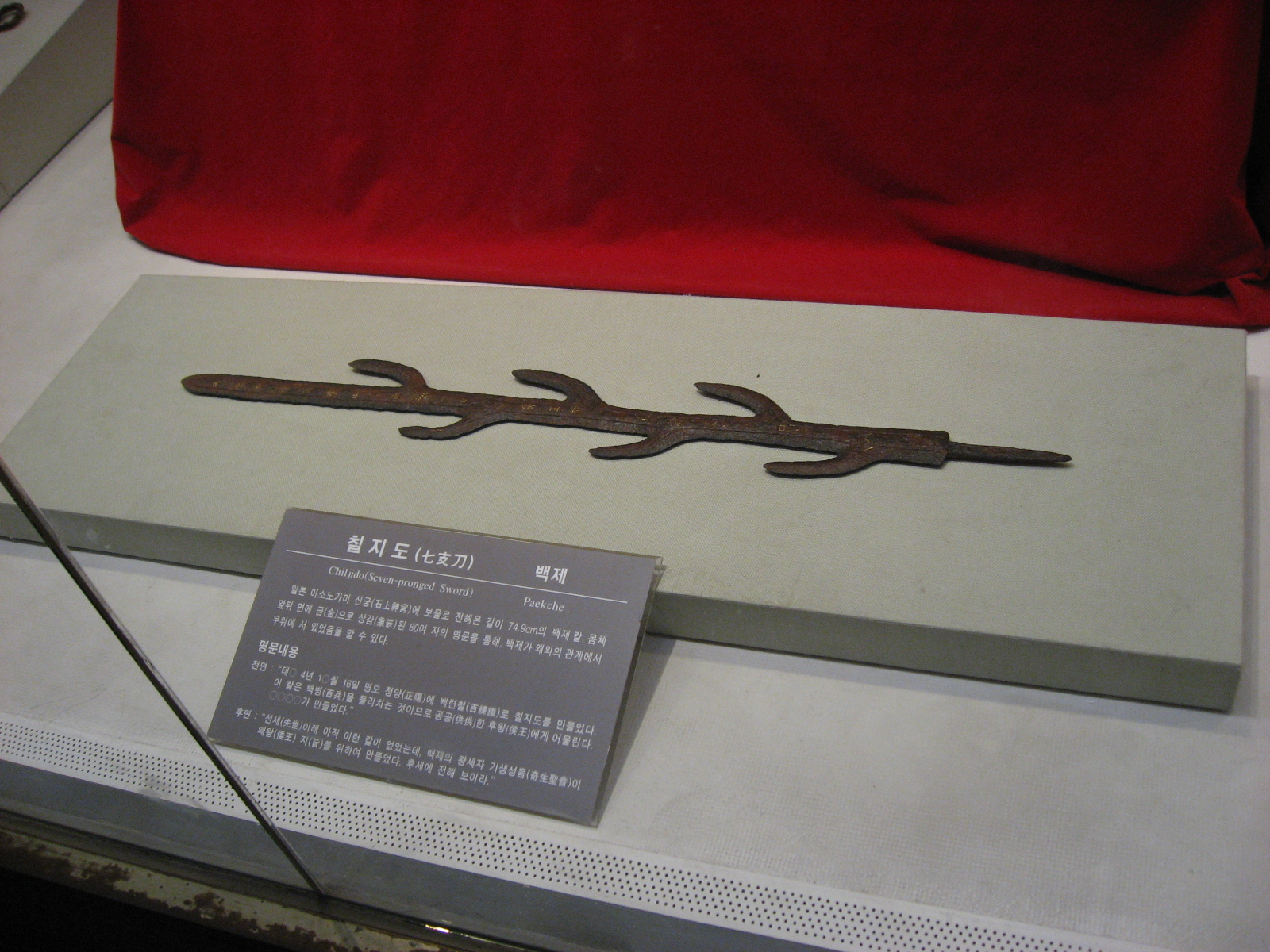
Bách Tế tặng gươm 7 răng cưa cho Yamato.

Để đương đầu với sức ép quân sự từ Cao Câu Ly ở phía bắc và Tân La ở phía đông, Bách Tế (Kudara trong tiếng Nhật) đã thiết lập mối quan hệ gần gũi với Nhật Bản. Theo biên niên sử Triều Tiên Tam quốc sử ký, Bách Tế và Tân La đã gửi một vài hoàng tử sang triều đình Nhật Bản để làm con tin. Tuy vậy, việc đưa các hoàng tử sang Nhật cũng có thể hiểu là một hoạt động ngoại giao.
Với lịch sử lâu dài cùng các tư liệu không thống nhất, rất ít kết luận có thể được đưa ra về mối quan hệ giữa Bách Tế và Nhật Bản. Việc nghiên cứu sâu hơn gặp phải khó khăn, một phần là do việc hạn chế nghiên cứu các lăng mộ hoàng gia tại Nhật Bản từ năm 1976. Trước 1976, các nhà nghiên cứu nước ngoài có thể tiếp cận, và một số đã tìm thấy các đồ vật khảo cổ Triều Tiên trong các điểm khai quật tại Nhật Bản. Gần đây vào năm 2008, Nhật Bản đã cho phép một sự tiếp cận có giới hạn đối với các nhà khảo cổ nước ngoài, song cộng đồng quốc tế vẫn còn nhiều câu hỏi chưa được trả lời. National Geographic viết rằng việc Nhật Bản "giữ việc tiếp cận các lăng mộ bị hạn chế, đang thúc đẩy các tin đồn rằng nhà chức trách khiếp sợ việc khai quật có thể khám phá ra liên hệ về mặt huyết thống giữa hoàng tộc "thuần chủng" và người Triều Tiên"
Trong bất kỳ trường hợp nào, thì người Triều Tiên cũng đã góp phần truyền bá vào Nhật Bản các hiểu biết về hệ thống Hán tự, Phật giáo và kỹ thuật chế tạo vũ khí bằng sắt, cùng các công nghệ khác. Đổi lại, Nhật Bản cung cấp sự ủng hộ về mặt quân sự.
Tam quốc sử ký và Tam quốc di sự ghi rằng một số hậu duệ của hoàng tộc Bách Tế và một số quý tộc đã nắm giữ các quyền cao chức trọng trong triều đình Nhật Bản, duy trì ảnh hưởng Triều Tiên và bảo đảm sự tiếp tục của liên minh giữa Bách Tế và Yamato, như vào thời Thiên hoàng Yōmei (Dụng Minh), khi ngôi chùa Horyuji (Pháp Long tự) được xây dựng. Sử sách cũng ghi rằng Bách Tế Vũ Ninh Vương, vị vua thứ 25 của Bách Tế, được sinh ra tại Nhật Bản.

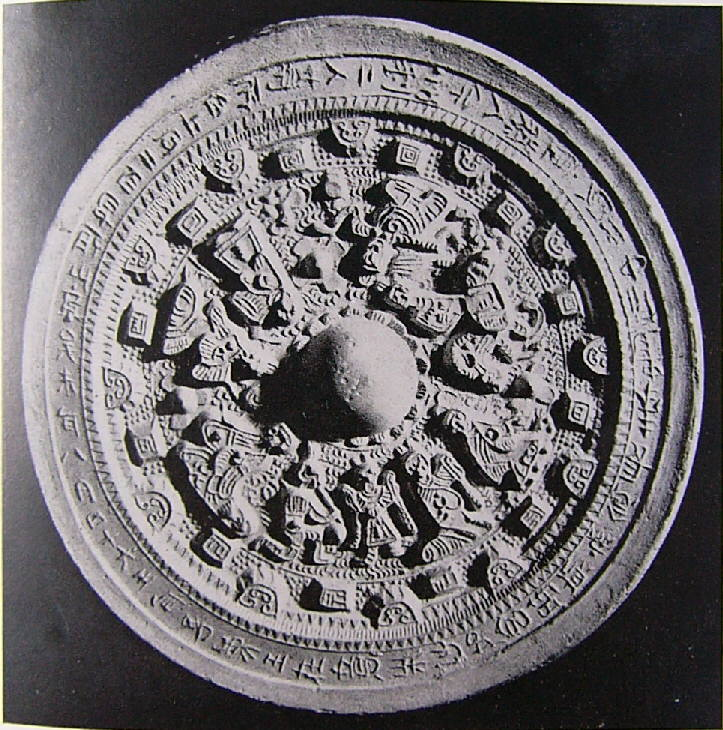
Gương thần xã Suda Hachiman trông giống một chiếc gương Bách Tế

Một số thành viên quý tộc và hoàng tộc Bách Tế đã di cư sang Nhật Bản ngay cả trước khi vương quốc sụp đổ. Để đáp lại lới thỉnh cầu của Bách Tế, năm 663, Nhật Bản đã cử tướng Abe no Hirafu cùng 20.000 lính và 1.000 thuyền sang Triều Tiên để phục quốc giúp Bách Tế, di cùng là hoàng tử Phù Dư Phong (Buyeo Pung) (trong Hán-Hòa đọc là Hōshō), con trai của Nghĩa Từ Vương (Uija) và là một sứ thần được cử đến Nhật Bản. Khoảng tháng 8 năm 661, 10.000 lính cùng 170 tàu thuyền do Abe no Hirafu dẫ đầu đã đến nơi. Sau đó, quân tiếp viện của Nhật Bản bao gồm 27.000 lính do Kamitsukeno no Kimi Wakako chủi huy và 10.000 lính do Iohara no Kimi chỉ huye cũng đã đến Bách Tế vào năm 662.
Tuy nhiên đội quân này đã thất bại trong trận Baekgang, còn hoàng tử Phù Dư Phong thì trốn thoát sang Cao Câu Ly. Theo Nihon Shoki (Nhật Bản thư kỷ), Nhật Bản đã mất 400 tàu trong các trận đánh.Chỉ một nửa số binh lính có thể trở về đến Nhật Bản.
Đội quân này rút về Nhật Bản cùng với nhiều người tị nạn Bách Tế. Các thành viên hoàng gia ban đầu được đối đãi như "phiến khách" (蕃客, nghĩa là khách ngoại quốc) và không được tích hợp vào hệ thống chính trị Nhật Bản trong một thời gian. Em trai của Phù Dư Phong là Thiện Quang (Sun-gwang) (Zenkō trong tiếng Nhật) (善光 hay 禅広) đã dùng họ Kudara no Konikishi ("Bách Tế Vương") (百濟王) (họ cũng được gọi là gia tộc Kudara, cũng như Bách Tế được gội là Kudara trong tiếng Nhật). Mẫu thân của Thiên hoàng Kammu (Hoàn Vũ, 737-806) là Takano no Niigasa, một hậu duệ của Bách Tế Vũ Ninh Vương. Thiên hoàng Kammu đối đãi với gia tộc Kudara no Konikishi như là "thân gia" của mình. Hoàng tộc Bách Tế cũng là tổ tiên của gia tộc Ouchi, gia tộc Sue, gia tộc Soga và các gia tộc khác.

## Di sản
Bách Tế đã được hồi sinh trong một khoảng thời gian ngắn và thời Hậu Tam Quốc, khi Tân La Thống nhất suy yếu. Năm 892, tường Chân Huyên (Gyeon Hwon) đã lạp nên Hậu Bách Tế, căn cứ đặt tại Wansan (nay thuộc Jeonju). Hậu Bách Tế bị Cao Ly Thái Tổ diệt vào năm 936.
Tại Hàn Quốc hiện nay, các di tích từ thời Bách Tế thường là biểu tượng cho văn hóa địa phương của khu vực tây nam, đặc biệt là Chungcheong Nam và Jeolla. Lư hương dát đồng Bách Tế là một ví dụ, nó là một biểu tượng quan trọng của huyện Buyeo (huyện), còn tác phẩm điêu khắc đá Phật giáo có tên Seosan Maaesamjonbulsang là một biểu tượng của thành phố Seosan.
Ngày 17 tháng 4 năm 2009, Ōuchi Kimio (大內公夫) của gia tộc Ōuchi đã viếng thăm Iksan, Hàn Quốc để bầy tỏ lòng tôn kính đối với tổ tiên Bách Tế của mình.